# Liste der Einträge im National Register of Historic Places im Ballard County

Lage des Ballard County in Kentucky

Die Liste der Einträge im National Register of Historic Places im Ballard County in Kentucky führt die Bauwerke und historischen Stätten im Ballard County auf, die in das National Register of Historic Places aufgenommen wurden.
| [ 2 ] | Name                           | Bild                           | Eintragsdatum        | Lage                                                                                | Ort           | Beschreibung |
| ----- | ------------------------------ | ------------------------------ | -------------------- | ----------------------------------------------------------------------------------- | ------------- | ------------ |
| 1     | Ballard County Courthouse      | Ballard County Courthouse      | 1980 ID-Nr. 80001480 | 4th Street Ecke Court Street 36° 57′ 54″ N, 89° 5′ 20″ W                            | Wickliffe     |              |
| 2     | Barlow House                   | Barlow House                   | 1991 ID-Nr. 91001663 | Broadway Ecke South 5th Street 37° 3′ 5″ N, 89° 2′ 44″ W                            | Barlow        |              |
| 3     | Dr. David Polk Juett Farmstead | Dr. David Polk Juett Farmstead | 1998 ID-Nr. 98000936 | Blandville-Hinkleville Road 36° 57′ 23″ N, 88° 57′ 19″ W                            | Blandville    |              |
| 4     | Andrew Lovelace, Jr. House     | Andrew Lovelace, Jr. House     | 1978 ID-Nr. 78001296 | Westlich von Lovelaceville abseits des U.S. Highway 62 36° 57′ 59″ N, 88° 50′ 11″ W | Lovelaceville |              |
| 5     | Trimble House                  | Trimble House                  | 2007 ID-Nr. 06001203 | 725 North 4th Street 36° 58′ 16″ N, 89° 5′ 19″ W                                    | Wickliffe     |              |
| 6     | Wickliffe Site 15 BA 4         | Wickliffe Site 15 BA 4         | 1984 ID-Nr. 84000789 | 36° 58′ 16″ N, 89° 5′ 34″ W                                                         | Wickliffe     |              |